# Lucas Rodrigues Moura da Silva
Lucas Rodrigues Moura da Silva conegut com a Lucas Moura (nascut el 13 d'agost del 1992 a São Paulo), és un futbolista brasiler que actualment juga de mitjapunta al Tottenham Hotspur FC i a la selecció nacional brasilera. Lucas era a la llista de la FIFA de jugadors a seguir el 2011.

## Carrera de club
Lucas va signar pel São Paulo FC a l'edat dels 13 i va pujar entre les files de l'equip fins a fer el seu debut en el 2010.

### Estadístiques de carrera
A 6 de juliol del 2011
| Club         | Temporada | Lliga   | Lliga | Copa    | Copa | Continental | Continental | Altres  | Altres | Total   | Total |
| Club         | Temporada | Partits | Gols  | Partits | Gols | Partits     | Gols        | Partits | Gols   | Partits | Gols  |
| ------------ | --------- | ------- | ----- | ------- | ---- | ----------- | ----------- | ------- | ------ | ------- | ----- |
| São Paulo FC | 2010      | 25      | 4     | 0       | 0    | 0           | 0           | 0       | 0      | 25      | 4     |
| São Paulo FC | 2011      | 5       | 3     | 4       | 0    | 0           | 0           | 8       | 3      | 17      | 6     |
| São Paulo FC | Total     | 30      | 7     | 4       | 0    | 0           | 0           | 8       | 3      | 42      | 10    |

## Carrera internacional
Lucas és un membre freqüent del conjunt dels Sots-20 de Brasil. El febrer del 2011, Lucas va jugar pels Sots-20 del Brasil en el Campionat Sud-americà Júnior on va marcar un triplet al victòria de 6 a 0 sobre Uruguai. Lucas va fer el seu debut internacional per la selecció de futbol del Brasil en un amistós contra Escòcia el 27 de març del 2011. Recentment, Lucas va ser cridat per la selecció brasilera, en dos amistosos contra Països Baixos i Romania. Va ser designat per participar en l'equip de Mano Menezes per la Copa Amèrica de futbol del 2011.

### Gols internacionals
Els gols del Brasil van davant
| #  | Data                  | Lloc                                               | Oponent | Marcador | Resultat | Competició                            |
| -- | --------------------- | -------------------------------------------------- | ------- | -------- | -------- | ------------------------------------- |
| 1. | 31 de gener del 2011  | Estadio Monumental Virgen de Chapi, Arequipa, Perú | Xile    | 3–1      | 5-1      | Campionat Sud-americà Júnior del 2011 |
| 2. | 12 de febrer del 2011 | Estadio Monumental Virgen de Chapi, Arequipa, Perú | Uruguai | 1–0      | 6-0      | Campionat Sud-americà Júnior del 2011 |
| 3. | 12 de febrer del 2011 | Estadio Monumental Virgen de Chapi, Arequipa, Perú | Uruguai | 2–0      | 6-0      | Campionat Sud-americà Júnior del 2011 |
| 4. | 12 de febrer del 2011 | Estadio Monumental Virgen de Chapi, Arequipa, Perú | Uruguai | 6–0      | 6-0      | Campionat Sud-americà Júnior del 2011 |

## Títols i premis

### São Paulo
- Copa São Paulo de Futebol Júnior: 2010

### Equip nacional
- Campionat Sud-americà Júnior del 2011

### Individual
- Revelació al Campeonato Paulista: 2011
- Millor centrecampista al Campeonato Paulista (Mesa Redonda): 2011
- Millor centrecampista al Campeonato Paulista (Diário de São Paulo): 2011
- Millor centrecampista al Campionat Sud-americà Júnior del 2011
- Millor jugador en les finals del Campionat Sud-americà Júnior del 2011
- Revelació al Campeonato Brasileiro: 2010